# Zack Strong
Zachary Strong (* um 1982) ist ein US-amerikanischer Biathlet.
Zack Strong aus Great Falls startete bei den Nordamerikameisterschaften 2008 in Itasca. Im Sprint wurde er 13., belegte im Verfolgungsrennen den 14. Platz und kam im Massenstart auf den elften Rang. Er ist Einzelstarter und gehört keinem Verein an.